# Строго на запад
«Строго на запад» (англ. Slow West) — драматический вестерн шотландского режиссёра Джона Маклина. Сюжет фильма повествует о молодом человеке (Коди Смит-Макфи), который отправляется на запад США в поисках своей девушки, и сопровождающем его охотнике за головами (Майкл Фассбендер). Премьера фильма состоялась на кинофестивале «Сандэнс» в начале 2015 года — он был отмечен наградой «Гран-при жюри — драма (Программа „Мировое кино“)».
Релиз фильма в США состоялся 15 мая 2015 года; он распространялся через сервисы видео по запросу. Несмотря на режиссёрский дебют, лента получила крайне высокие оценки от профильных СМИ — её рейтинг на сайте Rotten Tomatoes составляет 92 %.

## Сюжет
Джей Кавендиш, молодой дворянин-шотландец, едет на запад США, чтобы найти свою девушку — Роуз Росс. По дороге он встречает группу людей в форме американской армии эпохи Гражданской войны, преследующих индейцев; внезапно появившийся охотник за головами, Сайлас Селлек, убивает их главаря и навязывает Джею услуги проводника до дома Роуз, дальше они путешествуют вместе.
Во встреченной по пути торговой лавке Сайлас замечает плакат с объявлением о награде — $ 2000 за Роуз и её отца. Он ничего не говорит Джею, планируя использовать его, чтобы добраться до беглецов и получить деньги. Появляется другой охотник за головами, Виктор «Ястреб», также обративший внимание на плакат.
Между тем, в лавке происходит трагический инцидент — в помещение врывается возбужденная чета шведов и пытается ограбить хозяина, что приводит к гибели мужчины-шведа и хозяина заведения. В панике женщина-шведка наставляет на Сайласа кольт, однако не замеченный ею Джей стреляет ей в спину раньше. Оправившись от шока, путешественники забирают с собой провизию и выходят на улицу, где видят детей убитой пары. Джей хочет взять их с собой, понимая что они не выживут одни, однако Сайлас настаивает на бессмысленности подобной обузы.
Следует «эпизод из прошлого» — будучи ещё в Шотландии, Роуз узнает о любви Джея, но воспринимает его лишь как «младшего брата». Молодые люди являются представителями разных социальных слоёв, из-за чего их родственники противятся подобным отношениям. Вскоре между родителями Джея и Роуз происходит конфликт, в ходе которого отец девушки непреднамеренно убивает лорда — дядю юноши. Роуз с отцом приходится бежать в Америку.
Джей злится на Сайласа из-за жестокости по отношению к осиротевшим шведским детям, и утром тайно покидает его, пока тот спит. По дороге он встречает проходимца по имени Вернер, выдающего себя за писателя, который предлагает ему помощь, всячески демонстрируя свое расположение. Однако, проснувшись на следующее утро, Джей обнаруживает, что Вернер обокрал его и скрылся. Сайлас нагоняет Джея и возвращает ему украденные вещи и коня, объясняя, что не убивал Вернера, поскольку не было нужды.
Двигаясь дальше, они встречают Пейна — лидера банды головорезов, который когда-то был сообщником Сайласа. Выясняется, что шведских сирот он уже подобрал, и о них заботится женщина из его шайки. Пейн угощает их абсентом, пытаясь собрать информацию о местонахождении Роуз и её отца. Ночью Джей видит вещий сон — Сайлас и Роуз сидят в доме, в колыбели лежит их ребёнок. Проснувшись из-за разлива реки, они обнаруживают, что Пейн украл их оружие. Сайлас признаётся Джею в том, что он бывший охотник за головами. Банда Пейна следует за путешественниками по пятам, однако в лесу им удаётся оторваться от них и скрыться. Внезапно они натыкаются на группу индейцев, которые ранят Джея в руку.
Выясняется, что Роуз и её отец живут в прерии как раз за этим лесом, им помогает индеец по имени Котори. Но Сайласа и Джея опережает Виктор «Ястреб», переодевшийся священником, который находит жилище отца Роуз и убивает его. Добравшись до прерии и увидев дом Роуз, Сайлас сначала связывает Джея, чтобы удержать его от необдуманных действий. Затем он бросается к жилищу девушки, чтобы предупредить её о банде Пейна, но его ранит Виктор. Появившиеся Пейн и его люди убивают «Ястреба» и начинают штурмовать дом.
Джею удается освободиться и он бежит к дому, где получает пулю от отстреливающейся Роуз и истекает кровью. Лишь после того, как Котори и большинство из банды Пейна убиты, Роуз осознает, что в суматохе она подстрелила своего возлюбленного. Пока она утешает умирающего, Пейн входит в дом, но Джей замечает бандита и перед смертью успевает в него выстрелить из пистолета, который дала ему Роуз.
Обескураженный Сайлас рассказывает Роуз, что Джей любил её «всем своим сердцем», а затем остаётся жить с ней и со шведскими сиротами…

## В ролях
- Майкл Фассбендер — Сайлас Селлек[7]
- Коди Смит-Макфи — Джей Кевендиш[7]
- Бен Мендельсон — Пейн[7]
- Карен Писториус — Роуз Росс[8]
- Рори Макканн — Джон Росс, отец Роуз[4]
- Эндрю Робертт[англ.] — Вернер[4]
- Мадлен Сами — Маримачо
- Брайан Серджент[англ.] — Пейот Джо
- Стюарт Мартин — Каллум